# Joe McNamee
John Joseph McNamee, detto Joe (San Francisco, 24 settembre 1926 – Greenbrae, 16 luglio 2011), è stato un cestista statunitense, professionista nella NBA.

## Carriera
Venne selezionato dai Rochester Royals al primo giro del Draft NBA 1950 (9ª scelta assoluta).

## Palmarès
- Campione NIT (1949)
- Campionato NBA: 1

Rochester Royals: 1951